# Machiavelli (gioco)
Il Ramino Machiavellico, solitamente abbreviato in Machiavelli, è un gioco di carte derivato del Ramino e può essere giocato da 2 a 6 giocatori, ma è solitamente tollerato anche un numero maggiore. Date le sue caratteristiche, non è generalmente ascrivibile ai giochi d'azzardo, ma piuttosto ai giochi di società. La sua comparsa tra i giochi da tavolo è collocabile nel secondo dopoguerra. Non esistendo un regolamento ufficiale esistono diverse versioni, è interessante notare come si possano o meno utilizzare i jolly, a scelta dei giocatori. Il jolly possiede un valore neutro a prescindere.

## Mazzo di carte
Per giocare si utilizzano due mazzi di carte francesi con o senza jolly.

## Svolgimento del gioco

### Distribuzione delle carte
Il mazziere, scelto a caso tra i partecipanti al gioco, distribuisce in senso orario una ad una e coperte, 13 carte a testa. In altre varianti le carte da distribuire sono 5, 7, 9, 11 o 13 per giocatore, partendo da 5 carte per 6 giocatori, per finire a 13 carte per 2 giocatori. Finita la distribuzione il mazziere deve depositare il mazzo restante (tallone) al centro del tavolo di gioco, senza scoprire la prima carta. I giocatori devono tenere le carte coperte durante la durata di tutto il gioco.

### Apertura del gioco
Inizia il giocatore che si trova a sinistra del mazziere. All'inizio della partita ogni giocatore deve disporre di qualche carta che possa essere messa in qualsiasi posizione a disposizione.

### Azioni del giocatore
Ci sono due principali azioni che il giocatore di turno può svolgere:
- Pescare una carta dal mazzo.
- Aprire sul tavolo il gioco con una o più combinazioni di carte valide; per combinazione valida si intende:
  - Tre o quattro carte dello stesso valore e di semi diversi (Ad esempio: 7♥ 7♠ 7♦)
  - Scale di almeno tre carte di valore consecutivo dello stesso seme (Ad esempio: 3♠ 4♠ 5♠)
  - Aggiunta di una o più carte alle combinazioni presenti sul tavolo (Ad esempio: aggiunta di 2♠ alla combinazione precedente e/o aggiunta di 7♣ al tris del primo esempio)

In caso non si possa aprire, è comunque possibile legare le carte in possesso a combinazioni già presenti sul tavolo di gioco.
Una volta terminata la propria giocata, si deve passare la mano al giocatore successivo dicendo passo a voce alta.
Non si scarta.

### Particolarità del gioco
La particolarità del gioco Machiavelli consiste nel poter effettuare modifiche alle combinazioni di carte presenti sul tavolo. Il giocatore di turno, se lo desidera, può modificare a piacere le combinazioni presenti sul tavolo al fine di trovare soluzioni più favorevoli al deposito di una o più carte che ha in mano. Il giocatore che effettua nuove combinazioni deve necessariamente creare combinazioni valide e non può disporre delle carte già depositate sul tavolo a meno di non lasciarne intatto il numero minimo di tre carte.

#### Esempi

##### Aggiunta di una o più carte
Sul tavolo ci sono tre tris, di cui uno di Re (K), uno di Donne (Q) e uno di Fanti (J) tutti formati dai segni Cuori, Quadri e Fiori o Picche:

Il giocatore ha un mano un K♠ e un J♠ che possono essere aggiunte ai tris:
- K♥ K♣ K♦ K♠

##### Rimescolamento di combinazioni
Sul tavolo ci sono tre tris di cui uno di Re (K), uno di Donne (Q) e uno di Fanti (J) tutti formati dai segni Cuori, Quadri e Fiori o Picche.
1. K♥ K♣ K♦
2. Q♥ Q♣ Q♦
3. J♥ J♣ J♦

Il giocatore di turno vuole depositare sul tavolo un A♣. Egli può cambiare le combinazioni sul tavolo in modo da formare tre scale: una di Cuori, una di Quadri e una di Fiori.
1. J♥ Q♥ K♥
2. J♦ Q♦ K♦
3. J♣ Q♣ K♣

Ora, il giocatore, può aggiungere il suo A♣ alla scala di Fiori.
1. J♥ Q♥ K♥
2. J♦ Q♦ K♦
3. J♣ Q♣ K♣ A♣

La giocata è corretta perché riesce a creare nuove combinazioni tutte valide.

##### Rimescolamento di combinazioni non corretto
Sul tavolo di gioco ci sono un tris di Dieci e di Fanti fatto dai semi Cuori, Quadri e Picche ed un tris di Donne fatto dai semi Cuori, Quadri e Fiori.
1. 10♥ 10♠ 10♦
2. J♥ J♠ J♦
3. Q♥ Q♣ Q♦

Il giocatore di turno vuole depositare sul tavolo un 9♠ che ha in mano. Tenta di modificare le carte in tavola creando una scala di Cuori, una di Quadri e una di Picche, aggiungendo infine il 9:
1. 10♥ J♥ Q♥
2. 10♦ J♦ Q♦
3. 9♠ 10♠ J♠
4. Q♣

Questa giocata non è valida perché avanza una Q♣ che non può essere associata a nessun'altra combinazione valida sul tavolo. Il giocatore può utilizzare la carta avanzata per creare una nuova combinazione con altre carte che ha in mano, altrimenti è costretto a ripristinare le combinazioni. Ad esempio, se in mano ha anche una Q♦ ed una Q♠, può utilizzare entrambe le Donne per creare un tris con quella avanzata dalla sua modifica. Il risultato finale sarebbe:
1. 10♥ J♥ Q♥
2. 10♦ J♦ Q♦
3. 9♠ 10♠ J♠
4. Q♣ Q♦ Q♠

Questo risultato finale è corretto.

##### Separazione di una scala
Sul tavolo di gioco c'è la disposizione:
1. 10♥ J♥ Q♥

Il giocatore ha in mano un 9♥ un J♥ e un K♥. Può attaccare il 9♥ e il K♥ alla scala, per poi dividerla e inserire il J♥:
1. 9♥ 10♥ J♥
2. J♥ Q♥ K♥

##### Fusione di due scale
All'opposto, se sul tavolo ci sono le disposizioni:
- 9♥ 10♥ J♥
- J♥ Q♥ K♥

Il giocatore ha in mano due Fanti, quindi può fondere le due scale di Cuori, da cui estrarre il Fante e completare un tris:
- 9♥ 10♥ J♥ Q♥ K♦
- J♥ J♠ J♣

Nota: il giocatore di mano, finché non decide di passare il proprio turno, può modificare e aggiungere carte alle combinazioni depositate sul tavolo, ma non può riprendere in mano le carte precedentemente giocate.

## Scopo del gioco
Vince il giocatore che riesce per primo a depositare tutte le carte che ha in mano sul tavolo di gioco.

## Varianti
Il gioco prevede numerose varianti a seconda della tradizione locale. Eccone un breve elenco:
- Si prelevano dal mazzo sempre due carte sino a quando non si deposita sul tavolo la prima combinazione (tris o scala); dopodiché, giunto il proprio turno, si preleva sempre una carta dal mazzo indipendentemente dal fatto che si depositi o meno una qualsiasi combinazione. Questa variante è giocata soprattutto nelle Marche.

- Il numero di carte distribuite può variare: 3, 5, 7, 9, 11, 13 o 15 per giocatore.

- Possibilità di saltare il turno una volta a partita.

- Possibilità di pescare e giocare nel medesimo turno, per velocizzare il gioco.

- Possibilità di proseguire le scale nelle due direzioni, ad esempio inserendo prima dell'Asso il Re, Regina, Fante e via indietro; o, viceversa, far seguire a Regina, Re e Asso il Due, Tre e via avanti.

- Dopo aver distribuito le carte, ne vengono poste quattro sul tavolo per agevolare la partita.

- Se un giocatore non riesce a tornare alle combinazioni prima della sua giocata, dopo essersi reso conto dell'impossibilità delle sue modifiche alle combinazioni delle carte sul tavolo, deve pescare tre carte dal mazzo. Gli altri giocatori provvederanno a cercare di ripristinare il gioco precedente al suo turno. In alternativa, le carte non combinate vengono aggiunte alla mano al giocatore.

- Il giocatore, se può, è obbligato a mettere giù la combinazione.